# His Bread and Butter
Pour plus de détails, voir Fiche technique et Distribution.
His Bread and Butter est un film américain réalisé par Edward F. Cline, sorti en 1916.

## Fiche technique
- Titre : His Bread and Butter
- Réalisation : Edward F. Cline
- Assistant réalisateur : Hank Mann
- Scénario :
- Photographie : K.C. MacLean
- Montage :
- Producteur : Mack Sennett
- Société de production : Keystone Film Company
- Société de distribution : Triangle Distributing
- Pays d'origine :  États-Unis
- Langue : film muet avec les intertitres en anglais
- Format : Noir et blanc — 35 mm — 1,33:1 — Muet
- Genre : Comédie
- Durée :
- Dates de sortie : 
  - États-Unis : 16 avril 1916

## Distribution
- Hank Mann : le serveur jaloux
- Peggy Pearce : la femme du serveur
- Slim Summerville : le propriétaire du café
- Bobby Dunn : le maître d'hôtel
- Claire Anderson : la serveuse
- Wayland Trask : le cuisinier
- Nick Cogley : le chef de la police
- Eddie Baker : le client du café
- Robert P. Kerr : l'homme qui trébuche sur le cuisinier
- Erle C. Kenton : un invité de la dégustation de vin
- Malcolm St. Clair : un invité de la dégustation de vin
- Bobby Vernon : un invité de la dégustation de vin